# Terry Uttley
Terry Uttley (9. června 1951 Birkenshaw - 16. prosince 2021) byl anglický basový kytarista a zpěvák skupiny Smokie. Byl jediným členem skupiny, který v ní působil již od jejího založení v roce 1965.